# スピード (映画)
『スピード』（原題: Speed）は、1994年のアメリカのアクション・スリラー映画。監督はヤン・デ・ボン、脚本はグレアム・ヨストが務め、キアヌ・リーブス、デニス・ホッパー、サンドラ・ブロック、ジョー・モートン、ジェフ・ダニエルズらが出演する。
1994年6月10日に全米で公開され、批評的、興行的に成功を収めた。3,000万―3,700万ドルの製作費で3億5,040万ドルの興行収入を記録し、アカデミー賞では、音響効果編集と音響賞の2部門を受賞した。1997年6月13日には続編『スピード2』が公開された。

## 概要
爆弾魔とSWATによる、手に汗握る攻防を描いたノンストップ・アクションで、速度が50マイル毎時（約80km/h）以下になるとバスが爆発するという設定と、次から次へと起こる危機を頭脳的かつゲーム感覚で解決していく展開が繰り広げられる。
それまでの銃撃戦メインのアクション映画とは異なり、犯人との頭脳戦を主軸にして「エレベーター」「バス」「電車」という動く密室を舞台にスピード感を前面に押し出した本作は、世界的な大ヒットを記録した。同作がデビュー作となったヤン・デ・ボンや主演のキアヌ・リーブス、サンドラ・ブロックが一躍有名となった作品でもある。
アメリカ国内で約1億2,000万ドル、全世界で約3億5,000万ドルの興行収入を記録し、『ダイ・ハード』以降低迷が続いていたアクション映画業界に大きな反響をもたらした結果、1995年のアカデミー賞で2部門を受賞するなど世界的な規模で高い評価を受けた。日本でも配給収入45億円を記録した。
本作で、主人公ジャックを演ずるキアヌが着用し、現実のSWAT隊員にも愛用者が多い、カシオ製腕時計「G-SHOCK」のDW-5600シリーズ（劇中の着用モデルはDW-5600C-1V）は、この映画のヒットによって、以降「スピードモデル」の別名でも呼ばれるようになった。
この映画で爆弾を仕掛けられたバスは、ゼネラルモーターズ製ニュールックバスのロサンゼルス・サンタモニカ地区で走るBIG BLUE BUS色である。複数台が用意され、このうち撮影後に保管されていた1台は、2019年11月および2024年12月に幕張メッセで開催された東京コミコンにて展示された。
1997年に続編『スピード2』が公開された。ただし、続編にはジャック役のキアヌ・リーブスは出演しておらず、サンドラ・ブロック演じるヒロインとは別れた設定になっており、本作のセリフ「極限状況で始まった恋は長続きしない」が次回作での伏線として利用されている。

## あらすじ
ロサンゼルスのオフィスビルにあるエレベーターに爆弾が仕掛けられ、乗客達が閉じ込められる事件が発生。ロサンゼルス市警察SWAT隊員であるジャック・トラヴェンは、上司のハーブ・マクマホン分隊長や同僚のハリー・テンプルたちと共に爆弾を除去し、乗客を救出する。さらに身代金を要求してきた犯人を追い詰めるが、もう一息のところで逃げられる。
逃げた犯人は後日、とある路線バスを爆破してジャックに電話をかけた。その電話はベニス発ダウンタウン行き2525番の路線バスに爆弾を仕掛けたという内容で、ジャックに対応させると同時に身代金を要求する。信管は速度測定系に連動し、バスの速度が一度でも50 mph (80 km/h)を越えると安全装置が解除され、さらに速度がこれを下回ると爆発するという仕掛けがなされていた。
爆破を阻止するために、警察バッジを掲げて標的となったバスに飛び乗ったジャックであったが、不法滞在している乗客の一人が自分を追ってきたと思い込んで発砲し運転手のサムが負傷。彼の代わりに、スピード違反で免停中のためバス通勤していたアニーが運転を任された。
次々とバスに襲い掛かるトラブルに立ち向かう中、誘導された先の高速道路で15メートルほど道路が寸断されている工事区間があることが判明する。最大の危機が迫る中、ジャックは上り坂を利用してジャンプさせることを考えバスを加速させる。道路が途切れる寸前でバスは大きく跳ね上がり、15メートルの隙間を飛び越えることに成功した。その後もバスは走行を続け、ジャックの機転でロサンゼルス国際空港へと向かう。
並行して犯人を調査していたところ、爆弾の一部に使われていた金時計が警察官の退職記念の金時計と判明し、その手がかりから、犯人を元アトランタ市警察爆発物処理班員のハワード・ペインと断定。ハワードは処理中の爆発事故により、左手の親指を失って退職せざるを得なくなったが、命がけで何十年も働いてきたにもかかわらず、退職記念の金時計と障害年金を与えただけで他に何も補償してくれない警察当局を逆恨みし、警察に挑戦をしていたのだった。ハワードの自宅を突き止めたハリー達が自宅に突入するが、もぬけの殻の状態の中、仕掛けられた爆発物で命を落としてしまう。身元特定につながる金時計をわざわざ爆弾の一部に使ったのは、ハワードが自宅におびき寄せるために仕掛けた罠だった。
ハリーたちの死を知ったジャックはヤケになり「みんな死ぬ」と漏らすが、アニーに窘められる。冷静を取り戻したとき、アニーが座席にかけていたアリゾナ大学ワイルドキャッツ（アメリカンフットボール部）のカーディガンを目にする。ハワードが、電話連絡のみでアニーのことを「ワイルドキャット（乱暴姉ちゃん）」と再三にわたって呼んでいたことを思い出し、車内の監視カメラを発見する。ジャックはテレビクルーにバスから出ている電波を傍受、録画させ、偽の映像を流す作戦に出る。ハワードが状況を知らずにいる中、人質は続々とランプバスに移され、最後まで残ったジャックとアニーも床面の点検蓋でバスを離れ、乗客全員が無事脱出に成功する。無人となったバスはトーイングトラクターに牽引中のボーイング707型貨物機に激突し、同時にスピードが50 mph (80 km/h)を下回ったことで、無人の貨物機共々大爆発した。その後、ジャックの元にハワードから身代金の催促の電話がかかってくる。脱出したことを知らないハワードに対し、ジャックとマクマホン分隊長は受け渡し場所に隊員を配置し、罠を仕掛ける。
しかし、録画された車内映像に気づいたハワードは激昂し、警察官に扮装して受け渡し場所近くにいたアニーを連れ去る。異変に気付いたジャックは、現金の投下地点として指示されたゴミ箱に駆け寄るが、ゴミ箱にはハワードによってそのまま地下に中身が取り出せる細工が施されていた。ジャックが地下に入ると、そこには身体に爆弾を巻き付けられたアニーとハワードがいた。ハワードはアニーを人質に取り、地下鉄の電車を乗っ取って逃走する。
やがて電車の運転士を射殺したハワードは、ジャックが屋根の上にいる事に気づき現金を山分けしようと持ち掛けるが、袋に仕掛けられていたカラーボールが炸裂し、現金は全て使い物にならなくなってしまった。これに激怒したハワードは屋根上のジャックに向けて銃を乱射し、直接屋根に登ってジャックと格闘するが、トンネル内の信号機に頭を打ち付け首を切断され、電車から転落して果てた。
アニーのもとに辿り着いたジャックは起爆装置を解除するが、列車無線を通じて呼びかけるマクマホン分隊長の声で電車が工事区間へ向かっていることを知る。ジャックは電車を止めようとするが、ハワードが運転士を射殺した際に流れ弾で無線機も運転台も破壊されていたため、応答して救援を求めることはおろか、停止させることすら不可能となっていた。ジャックはこの先に曲線があることに気づき、速度を上げて電車を脱線させ停止させようと考える。
工事区間に突入した電車は脱線して地上に飛び出し、横転しながら道路を滑走して停止する。群衆が大惨事に驚き車両の周りに集まってくる中、ジャックはアニーと抱き合う。

## 登場人物
ジャック・トラヴェン
演 - キアヌ・リーブス
ロサンゼルス市警察SWAT隊員。人命を尊重するが、人質の脚を撃って、開放させるなどマキャベリストな一面もある。初対面のアニーに「ma'am（御婦人）」と呼ぶなど丁寧だが、ハリーが命を落とした際には電話機を破壊し、ヤケを起こす。
ハワード・ペイン
演 - デニス・ホッパー
エレベーター事件、バス事件を起こした犯人。元はアトランタ市警の爆弾処理班だったが1989年に爆発事故により、親指を失い退職する。障害年金と「指は気の毒だった」でお払い箱にされたと逆恨みし、警察相手に身代金を要求する。ジャックに計画を阻止されたことで彼に目をつけ、身代金の要求やゲームの条件は彼を通して警察に通告する。
アニー
演 - サンドラ・ブロック
バス事件に巻き込まれた女性。アリゾナ大学の出身。運転が大好きだがスピード違反で免停中。負傷したサムに代わり運転を担当する。
マクマホン
演 - ジョー・モートン
警部補でロサンゼルス市警察SWATのチーフ。ハワードの事件の捜査に加わる。
ハリー・テンプル
演 - ジェフ・ダニエルズ
ロサンゼルス市警察SWAT隊員。ジャックの相棒。ニヒルだが命令を遵守し平和主義者として安全を重視する。常識人で頭も切れるが、それだけに相手の奇策に出し抜かれることもあった。
スティーヴンス
演 - アラン・ラック
バスの乗客の一人。ブラックジョークを口にする不謹慎な性格。
モーリス
演 - グレン・プラマー
爆弾が仕掛けられたバスを追うため、ジャックが緊急事態で頼ったジャガーの運転手。カーチェイスに巻き込まれ、「TUNEMAN」のナンバープレートを付けた愛車を滅茶苦茶にされる災難に遭う。なお、次作でも同様の経緯で「TUNEMAN」と入ったボートをアレックスに乗っ取られる災難に遭い、「またか！」という反応をしていた。
ヘレン
演 - ベス・グラント
バスの乗客の一人。極限状態の中、一人だけ助かろうとし、バスの乗降口を爆破され、命を落とす。
サム
演 - ホーソーン・ジェームズ
バスの運転手。常連客のアニーとも親しい。助けに来たジャックを最初は怪しんだが真剣な態度を認めて協力する。しかし、不法滞在者の乗客が発砲した流れ弾で負傷してしまう不幸に見舞われるが、それでもジャックにアドバイスをして貢献をした。
オーティズ
演 - カルロス・カラスコ
バスの乗客の一人。乗客の中でジャックを特に信頼した一人で積極的に協力する。

## キャスト
| 役名                 | 俳優                     | 日本語吹替                                                       | 日本語吹替                                          | 日本語吹替                                                                                | 日本語吹替 |
| 役名                 | 俳優                     | ソフト版                                                         | フジテレビ版                                        | テレビ朝日版                                                                              | 機内上映版 |
| -------------------- | ------------------------ | ---------------------------------------------------------------- | --------------------------------------------------- | ----------------------------------------------------------------------------------------- | ---------- |
| ジャック             | キアヌ・リーブス         | 山寺宏一                                                         | 江原正士                                            | 宮本充                                                                                    | 堀内賢雄   |
| ハワード・ペイン     | デニス・ホッパー         | 穂積隆信                                                         | 青野武                                              | 野沢那智                                                                                  | 納谷六朗   |
| アニー               | サンドラ・ブロック       | 戸田恵子                                                         | 一城みゆ希                                          | 松本梨香                                                                                  | 井上喜久子 |
| マクマホン           | ジョー・モートン         | 銀河万丈                                                         | 玄田哲章                                            | 菅生隆之                                                                                  |            |
| ハリー               | ジェフ・ダニエルズ       | 大塚芳忠                                                         | 羽佐間道夫                                          | 古川登志夫                                                                                | 大塚芳忠   |
| スティーヴンス       | アラン・ラック           | 牛山茂                                                           | 堀内賢雄                                            | 家中宏                                                                                    |            |
| ジャガーの持ち主     | グレン・プラマー         | 岸野幸正                                                         | 龍田直樹                                            | 塩屋翼                                                                                    |            |
| ノーウッド           | リチャード・ラインバック | 田原アルノ                                                       | 若本規夫                                            | 田中正彦                                                                                  |            |
| ヘレン               | ベス・グラント           | 寺内よりえ                                                       | 片岡富枝                                            | 竹口安芸子                                                                                |            |
| サム                 | ホーソーン・ジェームズ   | 辻親八                                                           | 水野龍司                                            | 斎藤志郎                                                                                  |            |
| オーティズ           | カルロス・カラスコ       | 稲葉実                                                           | 屋良有作                                            | 長島雄一                                                                                  |            |
| テリー               | デヴィッド・クリーゲル   | 増谷康紀                                                         | 成田剣                                              | 落合弘治                                                                                  |            |
| カミノ夫人           | ナツコ・オハマ           | 沢海陽子                                                         | 浅井淑子                                            | さとうあい                                                                                |            |
| レイ                 | ダニエル・ビジャレアル   | 星野充昭                                                         | 土方優人                                            | 星野充昭                                                                                  |            |
| バグウェル           | ジョーダン・ランド       | 宝亀克寿                                                         |                                                     | 長島雄一                                                                                  |            |
| ロビン               | マーガレット・メディナ   | 紗ゆり                                                           | 金野恵子                                            | 金野恵子                                                                                  |            |
| その他               | N/A                      | 真地勇志 宮寺智子 坂口哲夫 中村秀利 矢津田美恵子 松本大 中里雅子 | 小島敏彦 定岡小百合 幹本雄之 紗ゆり 石井隆夫 古澤徹 | 宮寺智子 後藤敦 中村秀利 水野龍司 中博史 喜田あゆ美 棚田恵美子 大橋世津 加藤沙織 荻原秀樹 |            |
| 日本語版制作スタッフ |                          |                                                                  |                                                     |                                                                                           |            |
| 演出                 |                          | 福永莞爾                                                         | 春日正伸                                            | 蕨南勝之                                                                                  | 高橋剛     |
| 翻訳                 |                          | 平田勝茂                                                         | 宇津木道子                                          | 平田勝茂                                                                                  |            |
| 効果                 |                          |                                                                  | 山本洋平                                            | 南部満治                                                                                  |            |
| 調整                 |                          | 兼子芳博                                                         | 栗林秀年                                            | 長井利親                                                                                  |            |
| プロデューサー       |                          | 武藤明 井口恵子                                                  | 山形淳二 小笠原恵美子 魏治康                        | 圓井一夫                                                                                  |            |
| 制作                 |                          | フォックスビデオ ジャパン クリプリ                               | ムービーテレビジョン                                | ニュージャパンフィルム                                                                    |            |
| 解説                 |                          |                                                                  | 高島忠夫                                            | 淀川長治                                                                                  |            |
| 初回放送             |                          |                                                                  | 1997年4月19日 『ゴールデン洋画劇場』 本編ノーカット | 1998年10月11日 21:02-23:09 『日曜洋画劇場』 正味約111分                                   |            |

- ソフト版の吹替はVHS・DVD・BDに収録されている。
  - 2010年10月3日（日）放送の『日曜洋画劇場』でも使用された。
- 民放での放送には、テレビ朝日版の吹替が使用されることが多い。
  - テレビ東京の『午後のロードショー』でも使用されている[11]。
- 20世紀フォックス ホーム エンターテイメント ジャパンの「吹替の帝王」シリーズ第5弾としてソフト版に加え、フジテレビ版とテレビ朝日の計3種類の吹き替え版を収録したBlu-ray Discが2014年4月25日に発売。また、特典として初Blu-ray 化となる続編『スピード2』の計2種類の吹き替え版を収録したBlu-ray Discと吹替台本3冊が付属している。

## 作品解説

### 当初の脚本
- 当初の脚本は爆弾魔ハワード・ペインとは別に事件の真犯人が存在するという設定だった。またハリー・テンプルが黒幕だという設定もあったが、真犯人が主人公と常に一緒に行動している同僚というのは整合性に欠けると変更された。
- 「ハワード・ペイン」の名前は「フィスク」「ルディ」という名前も考案されていた。
- アニー・ポーターはアフリカ系アメリカ人の女性で自動車教習所の教官の設定だった。
- グレン・プラマーの役は白人のヤッピーの設定だった。

脚本のグレアム・ヨストは、彼の父親のカナダのテレビ司会者エルウィ・ヨストから、ジョン・ヴォイト主演の映画『暴走機関車』（1985年）について話を聞いた。このテーマは、1975年の日本映画『新幹線大爆破』で使用されていた。なお、終盤のシーンは1976年の映画『大陸横断超特急』に触発された。映画『暴走機関車』の原案者である黒澤明が書いたオリジナル脚本を読んで思いついたとDVD（アルティメット・エディション）の音声解説で述懐している。これは彼の父が『暴走機関車』の映画化に関係していたために、話を聞いたことがあり、図書館でその脚本を見つけ出して読んだのがきっかけとなった模様。
またこの作品は低予算映画で無駄のない撮影を行ったため、未公開シーンが少なく撮影した映像はほぼ全て本編で使用されている。

### 監督
レニー・ハーリンやクエンティン・タランティーノにも本作の監督オファーが掛かっていた。また、映画監督のマイケル・ベイは本作の監督をやりたかったと語っている。実際には20世紀フォックスは長編映画の製作経験を積んでいる人物を必要としていたためベイを断ったが、ベイは後にもデビュー作を『バッドボーイズ』ではなく『スピード』にしたかったと語っている。

## 製作

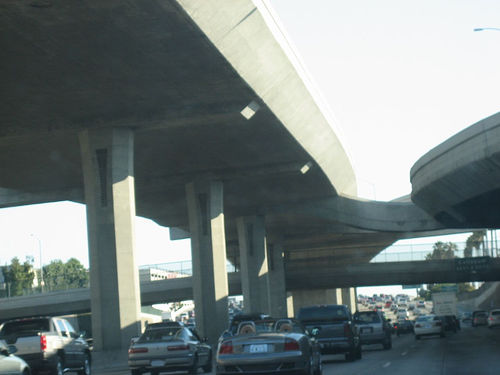
インターステイト110

### キャスティング
ジャック・トラヴェン役にはスティーヴン・ボールドウィン、トム・クルーズ、ランディ・クエイド、トム・ハンクス、ウェズリー・スナイプス、ウディ・ハレルソンなどのキャスティングも予定されていた。スティーブン・ボールドウィンは、ジャックのキャラクター像が「ダイ・ハード」のジョン・マクレーンに似すぎていると感じたためオファーを断った。また、ランディ・クエイドはのちに「フラッド」で悪役を演じた。ヤン・デ・ボンは、キアヌ・リーブスを「ハートブルー」で見た後、最終的にジャック・トラヴェン役にキャスティングした。デ・ボンは、キアヌ・リーブスについて「彼は大きすぎないため男性を脅かすことがなく、女性にとっては素晴らしく見える」と述べた。リーブスは「ハートブルー」以前にLAPDに関わっており、そのときに彼らの人間生活について学んだことで、その経験をトラヴェンに組み込んだ。
アニー役にはハル・ベリーの名前が挙がっており、製作のマーク・ゴードンはエレン・デジェネレスを推していた。メリル・ストリープとキム・ベイシンガーにもオファーが掛かっていた。
当初はハワード・ペインとは別に真犯人が存在するという設定で、その真犯人役はエド・ハリスにオファーを掛けていた。
監督のデ・ボンはグレアムによる最初の脚本のジャック・トラヴェンは好きではなく、「冗談のようなシチュエーション設定と、ダイ・ハードといくつかのコメディを混ぜ合わせた感じだった」と語った。ヤン・デ・ボンは、撮影開始前にジョス・ウェドンを呼び、脚本を書きなおさせた。ウェドンによってジャック・トラヴェンは、「一匹狼のやり手」から「死者を出さないようにする男」に変えられ、登場人物の軽薄な会話を削除し内容がある会話を追加した。ウェドンはさらに、登場人物のダグ・スティーヴンスを弁護士から旅行者に変更した。ウェドンは主に会話部分を担当していたが、ハリー・テンプルが殺されるなど重要なプロットも少し手を入れている。リーブスはジャック・トラヴェンを演じるため、2ヶ月間ロサンゼルスのゴールドジムで鍛えた。

### 脚本
エレベータに爆弾が仕掛けられるという設定は、監督のヤン・デ・ボンが「ダイ・ハード」の撮影中に、20世紀フォックスのフォックス・プラザのエレベーターが故障し閉じ込められたという出来事から着想を得た。
グレアムの当初の脚本では、エレベーターのシーンはなくバスのシーンから始まっていた。グレアムは書き終えた脚本をパラマウント・ピクチャーズに持ち込み、「プレデター」「ダイ・ハード」「レッド・オクトーバーを追え!」を担当していたジョン・マクティアナンに監督を依頼したが、マクティアナンはプロットが「ダイ・ハード」に似すぎていると難色を示した。そこで撮影監督の経験があったヤン・デ・ボンに頼み、デ・ボンとグレアムは脚本を20世紀フォックスに持ち込んだ。フォックスはバス以外のシーンを入れることを条件に企画を進めた。グレアムは「暴走機関車」を見た後、グレアム・ヨストは20マイル以下になると爆発する爆弾がついたバスにすると面白いのではないかと思いつき、その後彼の友人からの提案で50マイル以下に変更した。脚本はジョス・ウェドンによって書き直され、 ヨストは「劇中の会話の98.9%はジョス・ウェドンが書いたものだ。僕は会話を彼のように書けなかった」と語っている。

### 撮影
主要撮影は1993年9月7日にロサンゼルスで始まり、12月23日に終了した。デ・ボンはオープニングクレジットで、エレベーターシャフトの80フィートモデルを使用し撮影した。本作の製作期間中に、リーブスの親友だったリヴァー・フェニックスが死去し、デ・ボンはリーブスの撮影スケジュールを変更して、彼を休養させた。高速道路シーンの多くは、当時工事中だったカリフォルニア州のインターステイト105とインターステイト110で撮影された。そこを調査中、デ・ボンはまだ道路がかかっていない大きな空間に気づき、そのことをグレアムに話してバスジャンプシーンが脚本に追加された。

### その他
本作の予告編に使用されているBGMは、『ブラック・レイン』（1989年）のサウンドトラックを使用している。なお、本作の監督ヤン・デ・ボンは、『ブラック・レイン』で撮影を担当していた。

## 登場する乗り物

### エレベーター
冒頭に出てくるエレベーターシャフトは、「スター・ウォーズ」(1977)でアカデミー視覚効果賞を受賞したグラント・マキューンが製作した全長25mのミニチュア模型だった。
舞台となる54階建てビルの半分の階数で製作し、フィルム編集で2倍の高さに見せている。垂直ではなく横向きに作られており、エレベーター8基分のシャフトに可動式のカゴとカウンターウェイトが設けられ、冷陰極蛍光灯(PCモニターのバックライトに使われる小型蛍光管)を400本取り付けた。
シャフト内部は暗いのでモーションコントロールカメラを使って長時間かけて撮影されており、オープニングタイトルの約3分間の映像だけでも22時間を要した。キアヌ・リーブスがエレベーターのカゴの上に乗って上昇するシーンは、「グリーンスクリーンの前で演技をするリーブス」「ワイヤー」「ミニチュアのシャフト」の3つのショットをデジタル合成した。カゴと一緒に落下する窓清掃用のウィンチは当時まだ発展途上のCGで描いている。
様々なショットを撮影するうちに照明の熱で樹脂部品や接着剤が溶けてしまい、ひたすら修理をし続けたものの最終的には使い物にならなくなった。

### バス
登場するバスはゼネラルモータースの1966年型TDH-5303。丸みを帯びたフロントガラスから「Fishbowl(金魚鉢)」の愛称がある。撮影用に12台を用意し、通常走行用、車内の撮影用、ジャンプ用、爆破用など用途別に改造された。
- バスがジャンプするシーンはロサンゼルスで建設中の105号線と110号線が交わるジャンクションで撮影した[21]。映画と違って高架橋は途切れておらず、その部分はCGで加工しているが地面の影は残ったままである。

車でジャンプするスタントは着地時の衝撃でスタントドライバーが脊髄を損傷する事故が多いため、ドライバーはバスの中央部に移設した操縦席で、シートに座らずに伸縮式のハーネスで吊った状態で操縦した。バスはショックアブソーバーを強化し、軽量化のため不要な部品を全て取り外した。
ジャンプ台は長さ30m、高さ2.4mの鉄骨組みで工事中の高速道路上に作られた。バスが高く飛ぶようにと、ジャンプ台の最終部分に15度ほどの小さく急な傾斜を設けたためフロントが予想以上に跳ねてしまい、落下の衝撃でフロントバンパーが吹き飛びドライバーは唇を噛み切った。それ自体は失敗ではなく橋を飛び越えるシーンに使われたが、ヤン・デ・ヴォン監督はバスが前輪から着地する映像を望んでいたためジャンプ台の角度を変えて緩やかに着地するシーンを撮り直した。
- 俳優が運転席周りで演技をしながら走行するシーンは、操縦席を屋根の上に移設したバスを使用した。計3台が用意された。

サンドラ・ブロックは出演が決まったあと自主的にロサンゼルスの教習所に通ってバス免許を取得したが、撮影中に一度も運転することはなかった。
- 急ハンドルで片輪が浮くシーンは、トラックの荷台に大きな油圧シリンダーを設け、そのシリンダーにバスを取り付けて機械的に引っ張って傾けている[26]。

- キアヌ・リーブスが台車に乗ってバスの下に潜るシーンは車高を極端に高く改造したバスを使用した。万が一台車から落ちても危険がないよう、車体後部のエンジンやバンパーは柔らかい素材のダミーに交換してある[27]。走行用のエンジンは車内にシボレーのV8スモールブロックを搭載しチェーン駆動で走らせた。

### 貨物機
バスが貨物機に激突するシーンは、カリフォルニア州のモハーヴェ航空宇宙空港で撮影が行われた。この空港はいわゆる「航空機の墓場」にもなっており、爆破用のボーイング707-131を8万ドルで購入した。
ガソリンは古いほど揮発性が高く燃えやすくなるため、劣化した古いガソリンを買い集めドラム缶に入れてさらに2ヶ月ほど放置。爆発時に黒煙が立ち上がるようにディーゼル燃料を15%ほど混ぜた。バスと貨物機はワイヤーと滑車を使って同時に1台のトラックで引っ張っている。ヤン・デ・ヴォン監督は貨物機が無人であることを強調するため牽引車を目立たせるように撮影した。その牽引車から逃げ出す運転手はプロデューサーのイアン・ブライスである。
また貨物機には架空の運送会社の「パシフィック・クーリエ・フレート」(Pacific Courier Freight=太平洋運輸)の社名があるが、「ダイ・ハード」（1988）のテロリストが乗る貨物トラックにも同じ社名が描かれている。「ダイ・ハード3」（1995）の冒頭では、爆発に巻き込まれる貨物トラックに「アトランティック・クーリエ・フレート」(Atlantic Courier Freight=大西洋運輸）という共通のロゴが見られる。

### 地下鉄
地下鉄が暴走するシーンは、本物の地下鉄の工事現場と8分の1スケールのミニチュアセットを併用している。
ミニチュアはこの分野ではベテランのセッサッムズ・エンジニアリング（Sessums Engineering）が製作した。地下鉄の走行シーンのほとんどは、車両と連動してプログラムされたモーションコントロールカメラで撮影した。急カーブで車輪が浮くシーンも、模型の下に取り付けたコンピュータ制御のアクチュエータによって制御されていた。
背景の合成は、グリーンバックだとジュラルミンのボディに反射してしまうのでフロントプロジェクションで行い、ヘッドライト、テールライト、火花などを後から合成した。車輪から散る火花は車輪をヤスリ状に加工してモーターで高速回転させ、小型のグラインダーのような仕組みで火花を飛ばして作った。脱線した車両が工事現場を破壊するシーンは、全長4.5mの模型を実際に時速20キロで走らせて行なっている。
最後ハリウッド大通りへ車両が飛び出すシーンは、実物大のモックアップをバスに取り付け道路上に組み立てたセットに突っ込ませた。

## DVD
通常版
特典映像：オリジナル劇場予告編
アルティメット・エディション
特典映像：オリジナル劇場予告編、メイキング映像、未公開シーン集、キャストへのインタビュー集
備考
通常版の英語音声は5.0chと記されているが、プレーヤーで確認すると5.1chで収録されており誤植と思われる。アルティメット・エディションでは5.1chの表記となっている。
また隠しコマンドで機内上映版のクライマックスシーンが見られる。
尚、Blu-ray Discもリリースされている。※通常版・吹替の帝王版(テレビ版吹替全収録の限定版)